# Die Siedler von Catan
Die Siedler von Catan ist ein im Kosmos-Verlag veröffentlichtes Brettspiel von Klaus Teuber. Es erschien 1995 unter dem Namen Die Siedler von Catan, 2015 erfolgte zum 20. Geburtstag die Umbenennung in Catan – Das Spiel. Es ist das erste Spiel des Jahres, für das es eine Ergänzung für zwei weitere Spieler und Erweiterungen mit neuen Inhalten gab, was danach auch bei anderen Spielen erfolgte.

## Spielidee und Bedeutung des Spiels
In der konstruktiv-kooperativ aufgebauten Simulation erbauen die Spieler auf der fiktiven Insel Catan Siedlungen, welche Rohstoffeinnahmen bringen, mit denen Straßen, neue Siedlungen und Städte gebaut sowie Ritter zur Verteidigung ausgeschickt werden können. Für erbaute Siedlungen und Städte erhalten die Spieler Siegpunkte, ebenso wie für die längste Handelsstraße und größte Rittermacht. Gewinner ist, wer zuerst eine bestimmte Anzahl solcher Siegpunkte erreicht.
Im Vergleich zu anderen zeitgenössischen Brettspielen weist Catan – Das Spiel eine Vielzahl innovativer Spielideen auf. Dazu zählen die Möglichkeit der Spieler, untereinander mit ihren Rohstoffen handeln zu können, die breite Spanne an möglichen Spieltaktiken innerhalb einer längerfristigen Strategie sowie der variable Spielplan, mit dem sich für jedes Spiel eine anders gestaltete Insel auslegen lässt. Bis 1996 wurden 500.000 Exemplare verkauft, 10 Jahre nach Erstverlegung waren es insgesamt 8 Millionen deutsche Exemplare. Bereits 2004 war der Begriff Catan jedem zweiten Deutschen bekannt. Weltweit hat das Spiel bis 2002 über 10 Millionen Spieler gefunden und ist bis Ende 2018 in über 42 verschiedenen Sprachen in mehr als 40 Ländern zu beziehen. National wie international wurden diverse Preise vergeben, insbesondere mit dem Spiel des Jahres und Deutschem Spielepreis die beiden in Deutschland relevantesten.
Durch die Popularität des Spiels und die Medienwirksamkeit des Begriffs Catan ist ein regelrechtes Catan-Universum entstanden. So werden einzelne Spielkomponenten in neue Spiele eingebettet – unter anderem sind bisher Karten-, Würfel- und Computerspiele erschienen. Aber auch der geschichtliche Hintergrund findet, unabhängig von den Spielprinzipien, sowohl in weiteren Brettspielen als auch in einem gleichnamigen Roman von Rebecca Gablé Verwendung.

## Spielmaterial

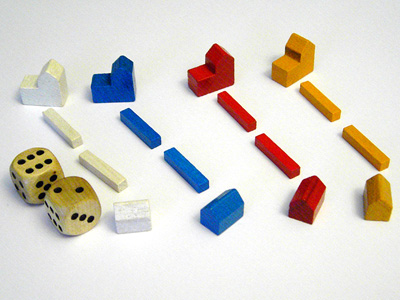
Auswahl des Spielmaterials: Städte (hinten), Straßen und Siedlungen. (Ausgabe von 1995)

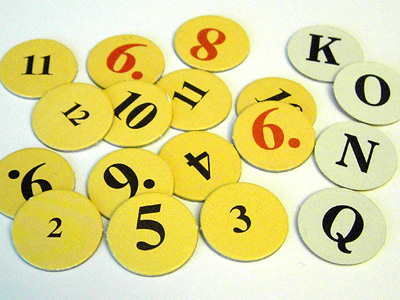
Die Beschriftungen der Zahlenchips deuten auf die Wahrscheinlichkeit eines entsprechenden Würfelwurfs hin. Die Rückseiten (rechts) sind mit Buchstaben beschriftet.

Im Spiel enthalten sind:
- 19 sechseckige Landschaftsfelder:
  - 4 × Wald (ergibt Holz)
  - 4 × Weideland (ergibt Wolle)
  - 4 × Ackerland (ergibt Getreide)
  - 3 × Hügelland (ergibt Lehm)
  - 3 × Gebirge (ergibt Erz)
  - 1 × Wüste (Keine Erträge)
- 18 sechseckige Meeresfelder, davon jeweils 9 mit und ohne Hafen (Ausgabe von 1995)
- 6 Rahmenteile mit Häfen (Ausgaben ab 2002)
- 95 Rohstoffkarten, je 19 × Holz, Wolle, Getreide, Lehm und Erz
- 96 Spielfiguren in 4 Farben, je Farbe
  - 15 Straßen
  - 5 Siedlungen
  - 4 Städte
- 18 Zahlenchips mit den Zahlen von 2 bis 6 und 8 bis 12 (3 bis 11 jeweils doppelt); die Rückseiten sind mit Buchstaben markiert
- 25 Entwicklungskarten (14 × Ritter, 6 × Fortschritt und 5 × Siegpunkte)
- 2 Sonderkarten „Längste Handelsstraße“ und „Größte Rittermacht“
- 4 Infotafeln „Baukosten“
- 2 Würfel
- eine Räuberfigur

## Spielablauf

### Spielaufbau
Aus den 19 gut gemischten sechseckigen Landfeldern wird zu Spielbeginn eine nahezu kreisförmige Insel ausgelegt. Die neun Hafenfelder werden ebenfalls gemischt und mit jeweils einem Feld Abstand rund um die Insel platziert. Mit den übrigen neun Wasserfeldern werden die entstandenen Lücken aufgefüllt (seit 2002 werden 6 Randfelder statt der Meeres- und Hafenfelder verteilt). Die Zahlenchips werden auf die Rückseite gedreht und nach Buchstaben sortiert. Beginnend bei einem beliebigen Eckfeld werden die Zahlenchips nun dem Alphabet nach gegen den Uhrzeigersinn auf der Insel verteilt, die Wüste wird dabei ausgelassen und erhält keinen Zahlenchip. Anschließend werden die Zahlenchips aufgedeckt. Die Räuberfigur wird auf die Wüste gestellt.
Jeder Spieler erhält in der Startaufstellung zwei Siedlungen und zwei Straßen. Reihum im Uhrzeigersinn setzt jeder Spieler eine Siedlung mit angrenzender Straße, anschließend setzt – beginnend beim letzten Spieler reihum gegen den Uhrzeigersinn – jeder Spieler seine zweite Siedlung mit einer Straße. Siedlungen dürfen dabei nur auf Eckpunkte gesetzt werden, an denen drei Sechseckfelder aneinandergrenzen. Straßen verbinden jeweils zwei solcher Punkte entlang einer Kante zwischen zwei Feldern, wobei nicht zwischen zwei Wasserfeldern gebaut werden darf. Dabei dürfen weder zwei Siedlungen noch zwei Straßen aufeinander gebaut werden. Siedlungen müssen untereinander einen Abstand von mindestens zwei Kantenabschnitten aufweisen. Rohstoffkarten erhalten die Spieler zu Anfang entsprechend den an ihre zweite Siedlung angrenzenden Feldern. Im weiteren Spiel halten die Spieler ihre Rohstoffkarten verdeckt.

### Ein Spielzug
Der Spielzug eines Spielers besteht aus drei Phasen:
1. Auswürfeln der Rohstofferträge
2. Handeln
3. Bauen.

Das Auswürfeln der Rohstofferträge wird stets zu Beginn getätigt und die beiden Phasen Handeln und Bauen werden nach den Originalregeln nacheinander durchgeführt. Soll das Handeln und Bauen gemischt durchgeführt werden (beispielsweise darf ein Spieler zuerst bauen, dann handeln und dann nochmals bauen), muss dies vor Spielbeginn mit den Mitspielern oder Turnierregeln festgelegt werden.

#### Auswürfeln der Rohstofferträge

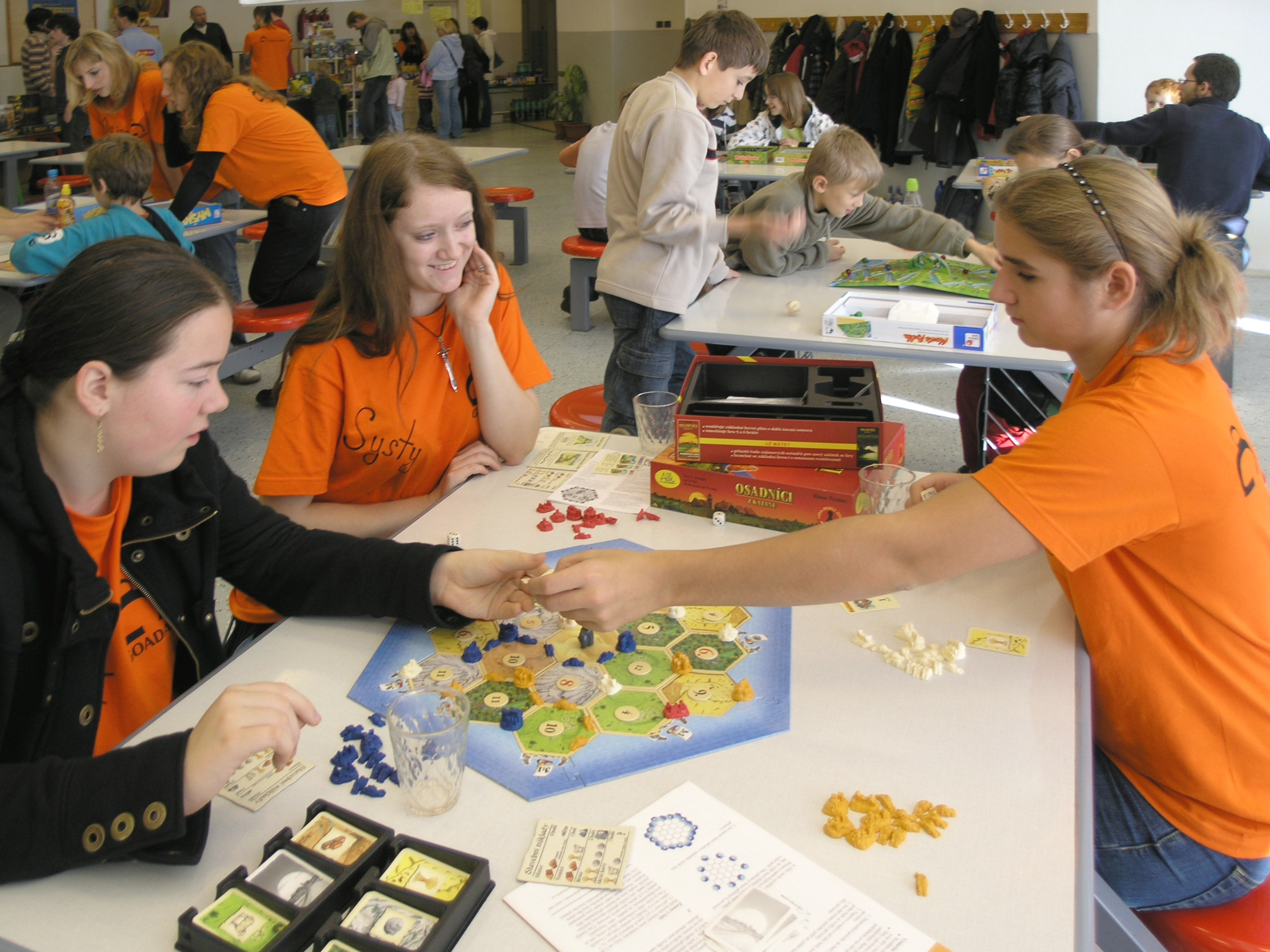
Jugendliche beim Spielen

Das Auswürfeln der Rohstofferträge erfolgt durch Werfen beider Würfel. Die addierte Augenzahl benennt die Landschaftsfelder, welche in dieser Runde Erträge abwerfen. Jeder Spieler, der eine Siedlung angrenzend an einem Feld besitzt, welches auf seinem Zahlenchip die gewürfelte Augensumme zeigt, erhält den entsprechenden Rohstoff. Für eine angrenzende Stadt erhält der Spieler zwei Rohstoffkarten.
Wird eine Sieben gewürfelt, erhalten die Spieler keine Rohstoffe. Stattdessen tritt der Räuber in Aktion. Der am Zug befindliche Spieler muss die Räuberfigur auf ein anderes Feld versetzen. Sollte an dieses Feld eine Siedlung eines oder mehrerer Mitspielers angrenzen, darf von einem dieser Spieler verdeckt eine Rohstoffkarte gezogen werden. Solange der Räuber auf einem Feld steht, wirft es keine Rohstoffe ab. Weiterhin muss jeder Spieler, der mehr als sieben Rohstoffkarten auf der Hand hat, die Hälfte seiner Rohstoffe abgeben. Bei einer ungeraden Anzahl von Rohstoffkarten wird abgerundet.
Da die Summe der Augen beim Wurf mit zwei Würfeln dreiecksverteilt ist, wird die Sieben häufiger als jede andere Zahl gewürfelt. Auch sind dadurch bestimmte Felder lukrativer als andere. Um dies im Spiel zu verdeutlichen, sind die wahrscheinlicheren Zahlen größer und dicker gedruckt als die unwahrscheinlicheren und die besonders häufigen Zahlen 6 und 8 rot.
| Zahl               | 2            | 3            | 4            | 5            | 6             | 7 (Räuber)   | 8             | 9            | 10           | 11           | 12           |
| Wahrscheinlichkeit | 1⁄36 (2,8 %) | 1⁄18 (5,6 %) | 1⁄12 (8,3 %) | 1⁄9 (11,1 %) | 5⁄36 (13,9 %) | 1⁄6 (16,7 %) | 5⁄36 (13,9 %) | 1⁄9 (11,1 %) | 1⁄12 (8,3 %) | 1⁄18 (5,6 %) | 1⁄36 (2,8 %) |

#### Handeln
In der zweiten Phase darf der Spieler handeln. Dies kann einerseits über den Seehandel geschehen: Hat der Spieler eine Siedlung oder Stadt an einem entsprechenden Hafenfeld am Inselrand, dürfen je nach Hafenart drei beliebige gleiche Rohstoffe gegen einen anderen Rohstoff getauscht werden (3:1) oder mit dem angegebenen Rohstoff 2:1 getauscht werden. Andererseits ist ebenso ein Binnenhandel erlaubt: unter den Spielern dürfen Angebote gemacht werden und der am Zug befindliche Spieler darf im freien Verhältnis Rohstoffkarten mit den anderen Spielern tauschen. Es ist aber auch erlaubt, vier gleiche Rohstoffkarten gegen eine beliebige Rohstoffkarte mit der Bank zu tauschen (4:1). Lediglich Schenkungen sind nicht erlaubt. Es darf nur derjenige Spieler Handel betreiben, der an der Reihe ist. Andere Spieler dürfen weder untereinander noch mit der Bank tauschen, sondern nur mit dem Spieler, der an der Reihe ist.

#### Bauen
Die dritte Phase ist die Bauphase. Hier darf der Spieler gegen Abgabe entsprechender Rohstoffe Straßen, Siedlungen und Städte bauen sowie Entwicklungskarten kaufen. Beim Platzieren von Siedlungen, Städten und Straßen auf dem Spielplan gelten die gleichen Regeln wie bei der Anfangsaufstellung, insbesondere dürfen nicht mehrere Elemente aufeinander gebaut werden, und Siedlungen und Städte müssen mindestens zwei Kreuzungen voneinander entfernt sein. Eine Stadt kann nur gebaut werden, wenn ein Spieler noch eine Siedlung auf dem Spielfeld besitzt, diese wird entfernt und die Stadt anstelle der Siedlung auf das Spielfeld gesetzt.
| Spielelement                               | Benötigte Rohstoffe | Benötigte Rohstoffe | Benötigte Rohstoffe | Benötigte Rohstoffe | Benötigte Rohstoffe |
| Spielelement                               | Lehm                | Holz                | Wolle               | Getreide            | Erz                 |
| ------------------------------------------ | ------------------- | ------------------- | ------------------- | ------------------- | ------------------- |
| Straße                                     | 1 ×                 | 1 ×                 |                     |                     |                     |
| Siedlung                                   | 1 ×                 | 1 ×                 | 1 ×                 | 1 ×                 |                     |
| Stadt (nur durch Überbauen einer Siedlung) |                     |                     |                     | 2 ×                 | 3 ×                 |
| Entwicklungskarte                          |                     |                     | 1 ×                 | 1 ×                 | 1 ×                 |

Erfahrene Spieler können die beiden Phasen Handeln und Bauen beliebig mischen.
Hat ein Spieler mit mindestens fünf zusammenhängenden Straßen (wobei Abzweigungen nicht gezählt werden) die längste Handelsroute erbaut, erhält er die entsprechende Sonderkarte, welche offen vor ihm liegen bleibt. Sobald ein Spieler eine längere Handelsstraße erbaut hat, wechselt die Karte ihren Besitzer. Falls mehrere Spieler gleich lange Handelsstraßen haben, behält der Spieler die Karte, der sie vorher hatte. Hatte sie vorher keiner der Spieler, wird sie erst vergeben, sobald jemand alleine die längste Handelsstraße hat. Die Sonderkarte „Längste Handelsstraße“ bringt dem Spieler zwei Siegpunkte. Baut ein anderer Spieler eine Siedlung zwischen zwei Straßen, ist die Straße unterbrochen, unter Umständen gilt sie nicht mehr als längste Handelsstraße.

#### Entwicklungskarten spielen
Einmal während seines Zuges darf der Spieler zu einem beliebigen Zeitpunkt eine Entwicklungskarte spielen, allerdings nicht solche, welche im gleichen Zug gekauft wurden. Zeigt die Karte einen Ritter, darf die Räuberfigur versetzt werden. Die aufgedeckte Karte bleibt vor dem Spieler liegen. Sobald ein Spieler drei Ritterkarten gespielt hat, erhält er die Sonderkarte „Größte Rittermacht“, wodurch der Spieler zwei Siegpunkte erhält. Gleich wie bei der längsten Handelsstraße wechselt die Karte ihren Besitzer erst, wenn ein anderer Spieler mehr Ritterkarten aufgedeckt hat. Siegpunktkarten darf der Spieler alle auf einmal aufdecken, soweit er damit das Spiel beenden kann. Fortschrittskarten existieren je zweimal mit folgenden Ausführungen:
EntwicklungDer Spieler erhält zwei beliebige Rohstoffkarten von der Bank, es können sowohl zwei verschiedene als auch zwei der gleichen Art sein.
StraßenbauDer Spieler darf regelkonform zwei Straßen bauen, wird mit der Seefahrer-Erweiterung gespielt, auch zwei Schiffe oder eine Straße und ein Schiff. Die Straßen können sich an zwei verschiedenen Orten befinden.
MonopolDer Spieler bekommt alle Rohstoffe einer von ihm bestimmten Art von seinen Gegnern. Die anderen Spieler können sich nicht dagegen wehren.
Fortschrittskarten kommen nach dem Ausführen der Aktion aus dem Spiel.

### Spielende
Das Spiel endet, sobald der am Zug befindliche Spieler zehn Siegpunkte erreicht hat und am Zug ist. Siegpunkte erhalten die Spieler für Siedlungen, Städte, die längste Handelsroute, die größte Rittermacht und entsprechende Entwicklungskarten.
| Spielelement          | Siegpunkte |
| --------------------- | ---------- |
| Straße                | 0          |
| Siedlung              | 1          |
| Stadt                 | 2          |
| Siegpunktkarte        | 1          |
| Größte Rittermacht    | 2          |
| Längste Handelsstraße | 2          |

### Varianten
Der Autor selbst hat im Laufe der Zeit zwei Regeländerungen veröffentlicht, welche er den Spielern empfiehlt. Zum einen sollen starke Ungleichgewichte durch den Räuber zu Spielbeginn vermieden werden, indem der Räuber nicht an Siedlungen von Spielern platziert werden darf, die weniger als drei Siegpunkte haben. Diese Variante floss auch unter dem Namen „Freundlicher Räuber“ in die später erschienene Erweiterung Händler & Barbaren ein. Die Variante wird in Spielerkreisen kontrovers diskutiert, ermöglicht sie doch Spielern, erst mal unbehelligt ihre Infrastruktur zu entwickeln, um dann das Feld von hinten aufzurollen. Auch werden hierbei verdeckte Siegpunkte durch Entwicklungskarten nicht berücksichtigt. Zum anderen wird vorgeschlagen, die Handels- und Bauphase zusammenzulegen. Im Zuge dessen darf mittlerweile auch ein erschlossener Hafen noch in derselben Runde benutzt werden oder, nachdem bereits eine Siedlung gebaut wurde, noch mit anderen Spielern weiter gehandelt werden.

### Das Spiel mit 5 und 6 Spielern
Mit Ausgabe der Ergänzung für 5 und 6 Spieler wurde 1996 für alle Catan-Brettspiele mit 5 und 6 Spielern die „Außerordentliche Bauphase“ eingeführt. In dieser konnten, nachdem der aktive Spieler seinen Zug beendet hatte, die anderen Spieler mit ihren Rohstoffen bauen oder Entwicklungskarten kaufen. Ein Handel mit der Bank oder den Mitspielern war für diese Spieler nicht erlaubt. Auch konnte immer nur der aktive Spieler gewinnen. Konnte ein Spieler in der „außerordentlichen Bauphase“ den finalen Siegpunkt machen, musste er warten, bis er am Zug war, um den Sieg für sich zu reklamieren, wobei es passieren konnte, dass ein Spieler trotz der geforderten Siegpunktzahl nicht gewann, weil ein anderer Spieler ihm noch zuvor kam.
Im März 2021 wurde die Regel für das Spiel auf Catan Universe geändert. Nun sind immer zwei Spieler an einem Spielzug beteiligt. Siedler 1 ist der aktive Spieler, Siedler 2 der nach ihm dritte Spieler im Uhrzeigersinn. Siedler 1 würfelt wie üblich die Rohstofferträge aus, kann auch zuvor eine Entwicklungskarte spielen, handelt und baut anschließend und führt ggf. für das Szenario weitere typische Aktionen aus. Er kann wie üblich mit der Bank oder den Mitspielern handeln. Anschließend kann Siedler 2 mit seinen Rohstoffen bauen, aber nur mit der Bank handeln, Entwicklungskarten spielen und/oder andere für das Szenario weitere typische Aktionen ausführen.
Die Regel wurde als „Zweipiloten-Regel“ mit der Ergänzung für 5–6 Spieler für CATAN – Sternenfahrer 2020 eingeführt. Für die analoge 5-bis-6-Spieler-Ergänzung erschien die Regelung 2022.

### Das Spiel zu zweit
Obwohl die Regeln des Grundspiels kein Spiel für zwei Spieler vorsehen, hat Klaus Teuber Regelvorschläge für ein Spiel zu zweit veröffentlicht, welche später auch in die Erweiterung Händler und Barbaren eingegangen sind. Dazu werden auf dem Spielplan zusätzlich Siedlungen und Straßen von zwei imaginären neutralen Spielern errichtet. Sobald ein Spieler eine Siedlung oder Straße baut, errichtet er ebenfalls für einen der beiden neutralen Spieler eine solche mit. Die neutralen Spieler können keine Erträge erwirtschaften, aber durchaus die längste Handelsstraße beanspruchen. Um die fehlende Handelskomponente des Spiels zu zweit auszugleichen, dürfen Spieler unter bestimmten Bedingungen Zwangshandel mit dem Gegner ausführen. 2015 wurde die Zwei-Spieler-Variante in Catan – Das Spiel – kompakt integriert.

## Entstehungsgeschichte

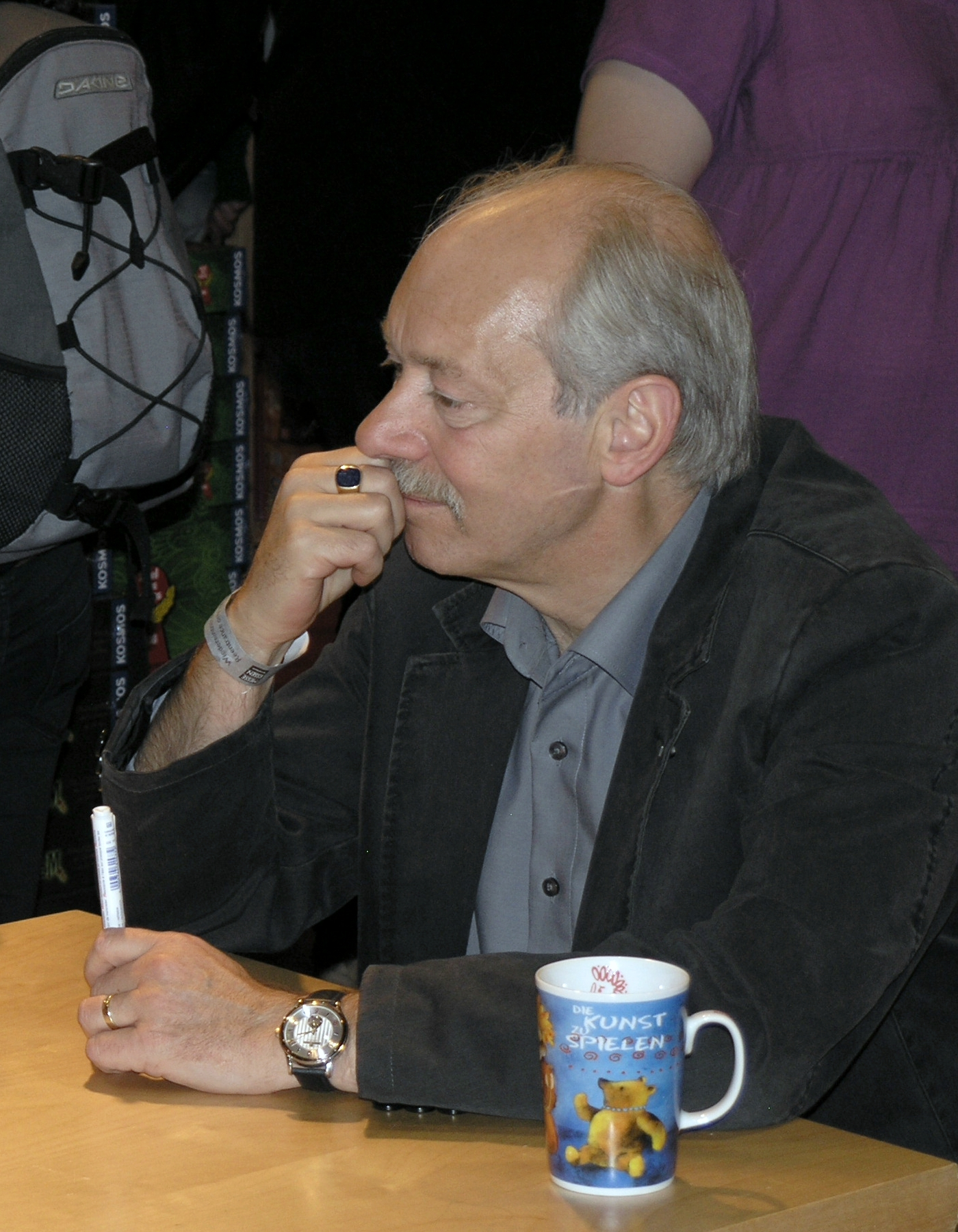
Klaus Teuber, 2008

Nach eigenen Angaben vergingen von den ersten Ideen bis zum fertigen Spiel knapp vier Jahre. Ursprünglich waren wesentlich mehr Komponenten im zunächst „Kolonisation“ genannten Spiel geplant, insbesondere sollte die Insel zu Spielbeginn nicht offen liegen, sondern im Laufe der Zeit durch Kundschafter erforscht und so nach und nach aufgedeckt werden. Als abschließende Phase war ein Konflikt um die Insel geplant. Erst später kam der Entschluss, das Spiel schlanker zu machen: Die drei Komponenten wurden in drei verschiedene Spiele aufgeteilt und parallel weiterentwickelt. Der mittlere Teil sollte als „Die Siedler“ veröffentlicht werden. Da von Blue Byte 1993 das erste Videospiel der Siedler-Reihe erschienen war, ergänzte Klaus Teuber sein Spiel um den Zusatz „von Catan“, der sich aus einer Liste von Namensvorschlägen mit Phantasieworten, die er seiner Familie und Freunden vorgelegt hatte, als Favorit herauskristallisiert hatte. Neben den Siedlern kamen 1996 auch das Spiel Entdecker und schließlich 1998 das Spiel Löwenherz in den Handel, das vom Verlag Goldsieber Spiele in seiner Werbung als „Abschluss der Catan-Trilogie“ bezeichnet wurde.
Zunächst wurde Catan von den Spielverlagen abgelehnt. Schließlich entschied sich der relativ kleine Kosmos Verlag, das Spiel zu einer kleinen Auflage zur Nürnberger Spielwarenmesse am 2. Februar 1995 zu veröffentlichen. Innerhalb weniger Monate wurden alle 3.000 Exemplare restlos ausverkauft. Bereits 1998 konnte Teuber seinen Beruf als Zahnarzttechniker aufgeben. Daraufhin wurde gegen Erwarten des Spielentwicklers das Brettspiel zu der erfolgreichsten Marke nach Monopoly. Insbesondere entwickelte sich ein Hype im Silicon Valley in den späteren Jahrzehnten. So nannte Mark Zuckerberg sich als Fan und in der Fernsehserie The Big Bang Theory wurde das Spiel thematisiert. LinkedIn-Gründer Reid Hoffman ließ sich eine Silicon-Valley-Version von Catan entwickeln und nutzt es angeblich als Bewerbungsaufgabe für künftige Manager in seinem Unternehmen. In Deutschland wurden allein 2018 zwei Millionen Spiele verkauft. Neben den USA sind China, Japan und Länder in Südamerika große Abnehmer des Spiels. Insgesamt wurden bis 2025 über 45 Millionen Spiele verkauft.

## Kritik
Insgesamt zeichnet das Spiel sein konstruktiver Aufbau aus. Die Spieler expandieren ständig, was das positive Spielgefühl eines Aufbauspiels vermittelt. Dennoch gibt es Möglichkeiten, in kompetitiver Weise durch Verbauen und Blockieren bestimmter Gebiete die Gegner einzuschränken und eigene Gebiete besser abzustecken. Umgekehrt können dabei die Spieler kooperativ untereinander verhandeln und sich gegenseitig zum Vorteil verhelfen oder Allianzen schmieden.
Die Siedler hat dabei eine Reihe zum Erscheinungszeitpunkt nicht gebräuchlicher Elemente eingeführt, welche maßgeblich zum Erfolg beigetragen haben. Hervorzuheben ist hier der variable Spielplan. Einerseits kann dadurch für jedes Spiel eine neue Spielsituation geschaffen werden. Andererseits ermöglichte dieser aber auch eine nicht zu unterschätzende Komponente für Erweiterungen und Varianten. Die Spieler können selbst nach eigenem Gusto Szenarien entwerfen, indem Rohstoffe künstlich verknappt werden oder die Insel nicht mehr in sechseckiger Form ausgelegt wird (letzteres ist auf Grund der 2002 eingeführten Rahmenteile nicht mehr möglich).
Positiv zeichnen sich auch die kurzen Wartezeiten für die Spieler aus. Da ein berechtigtes Interesse an den Zügen der Mitspieler besteht, um beratend tätig zu werden oder einen Handel vorzuschlagen, entfallen Denkpausen und längere Abschnitte, in denen lediglich ein Spieler aktiv ist. Auch dass die Würfelergebnisse jeweils für alle Spieler zählen, trägt zur intensiveren Beschäftigung der Spieler während der Züge anderer bei.
Als Minuspunkt wurde aufgeführt, dass Catan – Das Spiel im Vergleich zu gleichzeitig erschienenen Spielen sehr komplex ist, Teuber selbst äußerte, dass er gedacht habe, „das Spiel sei zu komplex für eine große Zielgruppe“. Entschärft wurde dies durch eine durchdachte Spielanleitung: Die eigentlichen Spielregeln bestehen nur aus einer einzelnen Seite und einem Beispielaufbau fürs erste Spiel. Ein zusätzlicher Siedler-Almanach gibt nach alphabetisch sortierten Stichworten Auskunft zu Detailfragen.

## Auszeichnungen

### In Deutschland
Bereits im Vorfeld der Wahl galten die Siedler als klarer Favorit für das Spiel des Jahres 1995. Neben dieser von einer Jury vergebenen Auszeichnung erhielt Teuber auch den als Publikumspreis vergebenen deutschen Spielepreis (ebenfalls 1995). Damit waren die Siedler das zweite Spiel, welches in einem Jahr die beiden wichtigsten deutschen Spielepreise für sich gewinnen konnte. Darüber hinaus wurde die Spielanleitung mit dem Wanderpreis Essener Feder gewürdigt, woraufhin das Spiel wenige Tage später zum Ende der Spielemesse in Essen 1995 restlos vergriffen war. Die Stiftung Warentest urteilte in der Ausgabe 12/96 mit „Spielspaß: Sehr groß“.

### Erfolge im Ausland
Auch international konnte das mittlerweile in 20 Sprachen und 40 Ländern erschienene Spiel diverse Auszeichnungen für sich gewinnen. In den Vereinigten Staaten erhielt es 1996 mit dem Origins Award in der Kategorie Best Fantasy or Science Fiction Board Game eine der wichtigsten Auszeichnungen, zwei Jahre später folgte der Titel Board Game of the Year. Ebenso wie die Jury des Origins Award hat auch das Games Magazine die Siedler in ihre Hall of Fame aufgenommen. Darüber hinaus wurden diverse regional bedeutsame Preise vergeben, so beispielsweise die Auszeichnung Speelgoed van het jaar in den Niederlanden und das polnische Äquivalent zum Spiel des Jahres (Gra Roku). Bei der Wahl der beliebtesten Spiele in Japan belegten Catan – Das Spiel 2006 den ersten und 2007 den zweiten Platz. Dabei gelang der Durchbruch in Japan erst, nachdem mit einem anderen Kooperationspartner eine Version mit verkleinerten Landschaftsfeldern angeboten wurde, die auf den kleineren japanischen Tischen gespielt werden kann. 2010 äußerte Blake Eskin in The Washington Post die Meinung, „Monopoly sei das Spiel der Großen Depression gewesen, Catan hingegen ist das Brettspiel der heutigen Zeit.“ Noch 2012 gewann Catan (in Brasilien „Colonizadores de Catan“) in Brasilien den JoTa, ein brasilianischer Preis für Brettspiele, in der Kategorie „Critic Award/Games released in Brazil“.

## Erweiterungen
Grundsätzlich bieten der variable Spielplan und das einfach gehaltene Spielmaterial eine gute Ausgangslage für Erweiterungen. Es ist daher nicht verwunderlich, dass sowohl mehrere große Erweiterungen als auch viele kleinere Varianten entstanden sind. Insbesondere letztere tauchen häufig als Werbegeschenk auf Spielemessen und in Spielezeitschriften auf.

### Übersicht große Erweiterungen
- 1997: Seefahrer-Erweiterung (plus Ergänzungs-Set für 5–6 Spieler)
- 1998: Städte & Ritter (plus Ergänzungs-Set für 5–6 Spieler)
- 2007: Händler & Barbaren (plus Ergänzungs-Set für 5–6 Spieler)
- 2013: Entdecker & Piraten (plus Ergänzungs-Set für 5–6 Spieler)
- 1998: Historische Szenarien – „Alexander der Große & Cheops“ & „Troja & Die große Mauer“
- 2000: Das Buch zum Spielen
- 2005: Atlantis – Szenarien zum Basisspiel

### Kleinere Erweiterungen
Neben den oben genannten im Spielwarenhandel erhältlichen Erweiterungen kursieren auch diverse kleinere Ergänzungen. So veröffentlichen die Catan-News – eine vom Kosmos herausgegebene Kundenzeitschrift – regelmäßig neue Varianten, wie zum Beispiel „Kaffee für Catan“, in welchem als neuer Rohstoff Kaffee hinzukommt, oder historische Varianten wie zum Beispiel „Aufschwung in Ägypten“. Auch Vorschläge und Regelanpassungen für ein Spiel mit zwei Basisspielen auf einer doppelt großen Karte wurden veröffentlicht. Auch haben sich kleinere Erweiterungen als give-away auf Messeständen oder in Spielezeitschriften eingebürgert.
Unter dem Titel „Die Siedler von Hessen“ startete im Oktober 2007 eine Deutschlandserie, welche mit weiteren Erscheinungen nach und nach ganz Deutschland abdecken soll. Die kostengünstigen Poster enthalten neben einem der tatsächlichen Geographie nachempfundenen Spielplan Informationen zu der jeweiligen Region. Zum Spielen wird jeweils ein Basisspiel benötigt, die Regeln bleiben nahezu unverändert. Es werden lediglich die Baumöglichkeiten für Siedlungen dahingehend eingeschränkt, dass nur an Standorten realer Städte gebaut werden darf. Im Zuge dessen wird auf die Abstandsregel verzichtet. Im Herbst 2008 folgten „Die Siedler von Nordrhein-Westfalen“ und 2009 „Die Siedler von Bayern“. 2010 folgte mit der Österreich-Edition ein Abstecher in die Alpenrepublik. Das im Stile der Deutschland-Edition gezeichnete Szenario kann – wie das 2011 erschienene Szenario „Die Siedler von Thüringen“ – im Gegensatz zu den ersten Bundesländerszenarien auch mit 5 und 6 Spielern gespielt werden. Statt Weiden mit Schafen zeigt das Österreich-Szenario Almwiesen mit Kühen und die Wälder wurden als Bergwälder gezeichnet. 2012 erschien als erstes „Insel-Szenario“ in dieser Reihe die „Mallorca Edition“, bei der statt Getreidefelder Mandelbaumplantagen Rohstoffe einbringen. Parallel dazu erscheinen seit 2009 von Mayfair Games herausgegebene Spielpläne von US-Bundesstaaten, bei denen aber zusätzliche Elemente ins Spiel kommen.
Zum zehnjährigen Jubiläum der Seefahrererweiterung wurde 2007 das Szenario Die Kolonien, das schon im Buch zum Spielen enthalten war, mit leicht modifizierten Regeln und neuen Spielfiguren herausgegeben. Das zwanzigjährige Jubiläum wurde 2017 mit der Erweiterung „Die Legende der Seeräuber“ begangen, die sowohl separat als auch zusammen mit der Seefahrererweiterung erhältlich war und schnell vergriffen war. Nach Auskunft des Verlags ist für Herbst 2022 eine Neuauflage geplant.
Im Herbst 2009 wurde Schätze, Drachen und Entdecker – Das Szenarienpack für Fans veröffentlicht, in dem einige Szenarien, die zuvor in der Siedler-Zeitung und den Catan-News veröffentlicht wurden, enthalten sind.
Von Oktober 2010 bis April 2011 druckte ein Schokoladenhersteller im Rahmen einer Werbeaktion Codes auf Produktverpackungen, mit denen man fünf Rohstoffe zur Schokoladenproduktion sammeln konnte. Eingelöst werden konnten die dann für die Erweiterung " Die Siedler von Catan – Der Schokoladenmarkt". Nach Abschluss der Marketing-Aktion konnte die Erweiterung auch direkt im Catan-Shop gekauft werden, ist aber vergriffen und dort nicht mehr erhältlich.
2010 wurden zwölf Ergänzungskarten unter dem Namen Helfer von Catan aufgelegt, mit denen Joker und Schutzfunktionen vor Bedrohungen ermöglicht werden. 2012 wurden die Helfer als Unterstützungskarten in das neue Star Trek Catan integriert.

## Weitere Spielausgaben des Basisspiels
Die Siedler sind mittlerweile in verschiedenen Ausführungen erschienen. Neben kleineren zwischenzeitlichen Anpassungen wurde im Jahr 2003 das Design des Spiels grundlegend geändert. Die Rohstofffelder und Karten bekamen neue Illustrationen, die Insel wird schon in der Basisversion mit einem stabilen Rahmen ausgeliefert, wohingegen die Wasserfelder entfallen sind, und die Siedlungen, Städte und Straßen sind nicht mehr aus Holz, sondern detailliert in Kunststoff ausmodelliert. Problematisch gestaltet sich dabei die Integration neuerer Erweiterungen in ältere Basisspiele, da das Material teilweise nicht zusammenpasst.
Darüber hinaus ist auch eine 3D-Version erschienen. Teuber selbst – seines Zeichens gelernter Zahntechniker – modellierte als Unikat geplant eine 3D-Version der Insel aus, welche im Jahr 1998 auf der Spielemesse in Essen ausgestellt wurde. Daraufhin kam rege Nachfrage nach einer Serienfertigung auf. Es bestand damals das Angebot, in einer Sammelbestellung eine unbemalte Version für ca. 200 DM in Auftrag zu geben, welche aber nicht die nötige Anzahl Bestellungen erhielt. Erst im Jahr 2005 zum zehnjährigen Jubiläum kam dann eine handbemalte 3D-Version auf den Markt, welche in Deutschland auf 2500 Stück limitiert inklusive der Erweiterung Städte und Ritter für ca. 280 € erhältlich war. Zudem erschienen eine 3D-Ausgabe in den USA bei Mayfair Games und in den Niederlanden bei 999 Games, letztere ist inzwischen ausverkauft.
2010 erschien zum fünfzehnjährigen Jubiläum eine Jubiläumsedition für 3 bis 6 Spieler in einer Holzkiste, die die Landschafts- und Wasserfelder als MDF-Platten und die Spielfiguren der zuvor separat erhältlichen Viking-Edition enthält.
Die folgende Tabelle zeigt an, in welchen Designs die einzelnen Erweiterungen produziert wurden.
| Erweiterung                                                 | Holzversion (1995)                                                                | Kunststoffversionen (ab 2003)   | 3D-Version (2005/2021)         | Jubiläums-Version (2010)         | Travel-Box (2002) Kompakt-Version (2015) |
| ----------------------------------------------------------- | --------------------------------------------------------------------------------- | ------------------------------- | ------------------------------ | -------------------------------- | ---------------------------------------- |
| Erweiterung für 5 und 6 Spieler                             | Ja                                                                                | Ja                              | Nein                           | enthalten                        | Nein                                     |
| Die Seefahrer                                               | Ja                                                                                | Ja                              | Nein/ja 1                      | Nein                             | Nein                                     |
| Die Seefahrer – Erweiterung für 5 und 6 Spieler             | Ja                                                                                | Ja                              | Nein                           | Nein                             | Nein                                     |
| Die Legende der Seeräuber                                   | kompatibel (mit Kompatibilitäts-Kit und separat erhältlichen Holzfiguren)         | Ja                              | Nein                           | Nein                             | Nein                                     |
| Städte und Ritter                                           | Ja                                                                                | Ja                              | enthalten/ja 1                 | Mit separat erhältlichen Figuren | Nein                                     |
| Städte und Ritter – Erweiterung für 5 und 6 Spieler         | Ja                                                                                | Ja                              | Nein                           | Mit separat erhältlichen Figuren | Nein                                     |
| Die Legende der Eroberer                                    | nein                                                                              | Ja                              | Nein                           | Nein                             | Nein                                     |
| Händler und Barbaren                                        | kompatibel (Holzfiguren separat erhältlich)                                       | Ja                              | Nein (einige Elemente nutzbar) | Nein (einige Elemente nutzbar)   | Nein (einige Elemente nutzbar)           |
| Händler und Barbaren – Erweiterung für 5 und 6 Spieler      | kompatibel (Holzfiguren separat erhältlich)                                       | Ja                              | Nein (einige Elemente nutzbar) | Nein (einige Elemente nutzbar)   | Nein                                     |
| Entdecker und Piraten                                       | kompatibel (zusätzliche Rahmenteile erforderlich, Holzfiguren separat erhältlich) | Ja                              | Nein                           | Nein                             | Nein                                     |
| Das Buch zum Spielen                                        | Ja                                                                                | kompatibel, mit Einschränkungen | Nein (einige Elemente nutzbar) | Nein (einige Elemente nutzbar)   | Nein (einige Elemente nutzbar)           |
| Atlantis – Szenarien und Varianten                          | kompatibel                                                                        | Ja                              | Nein (einige Elemente nutzbar) | Nein (einige Elemente nutzbar)   | Nein (einige Elemente nutzbar)           |
| Schätze, Drachen und Entdecker – Das Szenarienpack für Fans | kompatibel (Holzfiguren separat erhältlich)                                       | Ja                              | Nein                           | Nein                             | Nein                                     |

Darüber hinaus sind von der Basisversion des Spiels noch weitere Varianten erschienen, welche sich aufgrund des verschiedenen Materials zumeist nicht mit den Erweiterungen kombinieren lassen.
Die meisten ausländischen Ausgaben der Siedler orientieren sich stark an der deutschen Vorlage. In den USA und Japan wurde das Aussehen der Landschaftsfelder und Spielkarten grundlegend verändert. Bei der russischen Ausgabe unterscheiden sich nur die Getreide- und die Lehmfelder von der deutschen, es werden aber völlig andere aus Kunststoff gefertigte Spielfiguren verwendet. Die Karten für die größte Rittermacht und längste Handelsstraße sowie die Baukostenkarten orientieren sich zwar am Design der deutschen Erstausgabe, sind aber schmaler, die Rohstoff- und Entwicklungskarten werden als Bögen geliefert und müssen vor dem ersten Spiel getrennt werden. In einigen Ländern werden mittlerweile Ausgaben mit den Landschaftsfeldern im neuen deutschen Design (seit 2003) und den Holzspielfiguren der Ausgabe von 1995 angeboten. Die japanische Version wurde zuerst 1998 von Trysoft herausgeben, das Design entsprach noch der deutschen Ursprungsversion. In dieser Form wurde es aber anders als in anderen Ländern nicht zum Bestseller. Erst als die Firma Capcom 2002 eine für japanische Tische, die wesentlich kleiner als deutsche Wohnzimmertische sind, modifizierte Version auf den Markt brachte, wurde Catan – Das Spiel auch in Japan ein Erfolg. In dieser Version sind mehrere Landschaftsfelder und die Wasserfelder miteinander verbunden – wodurch die Variabilität allerdings eingeschränkt ist – und ebenso wie die aus Kunststoff gefertigten Spielfiguren kleiner als die Trysoft-Version.
2010 wurden die Schachtelcover, Landschaften und Spielkarten von Michael Menzel neu illustriert. Die neuen Ausgaben sind seit März 2010 im Handel erhältlich und sind kompatibel mit den Ausgaben ab 2003.
Zum zwanzigjährigen Jubiläum erschien das Spiel 2015 in einer nun weltweit einheitlichen Aufmachung, bei der aber nur der Name (nun „Catan – Das Spiel“), die Landschaftsfelder (nun jedes Feld individuell gezeichnet) und teilweise die Spielkarten neu gestaltet wurden.

## Das Universum Catan
Durch den großen Erfolg des Basisspiels und des damit vorhandenen Marktpotentials und Werbeeffekts sind zahlreiche weitere Spiele entstanden, welche entweder die Spielprinzipien des Grundspiels auf neue Geschichten portieren oder umgekehrt die Geschichte der Siedler in völlig andere Spielregeln einbetten.

### Adaptionen auf neue Hintergrundgeschichten
Neben den bereits oben genannten Historischen Szenarien, für die die Spielfiguren, Entwicklungs-, Sondersiegpunkt- und Rohstoffkarten des Grundspiels benötigt werden, erschienen weitere historische Adaptionen, die aber als eigenständige Spiele mit festem oder variablen Spielplan kein weiteres Material benötigen.
Weiter von den eigentlichen Regeln abrückend aber die Spielidee deutlich erkennbar geben sich die 1999 und 2000 erschienenen Die Siedler von Nürnberg und Abenteuer Menschheit sowie das 2006 erschienene Die Siedler von Catan – Kampf um Rom.
Von Uljö, einem Verlag, der verschiedene Spiele mit religiösem Hintergrund herausbringt, wurde 2005 Die Siedler von Kanaan herausgegeben, die zur Zeit des Alten Testaments spielen. In den USA erschienen neben The Settlers of Canaan, bei welchem sich die Regeln von der Uljö-Version unterscheiden, eine weitere Adaption mit religiösem Hintergrund: die bei Inspiration Games veröffentlichten The Settlers of Zarahemla verlegen die Geschichte der Siedler in die Zeit um 310 n. Chr. Im Spiel kommen dabei einige Aspekte aus der Geschichte der Mormonen zum Tragen, ohne dass im Regelheft näher darauf eingegangen wird. Das Spielprinzip ähnelt dem deutschen historischen Szenario Cheops.
Im Herbst 2008 erschien zum 60. Jahrestag der Gründung der Bundesrepublik Deutschland die „Siedler von Catan: Deutschland-Edition“, die zwölf historische Bauwerke als Miniaturen enthält. Bei 999 Games erschien 2009 eine auf die Niederlande und Flandern adaptierte Version mit dem Titel „De Kolonisten van de Lage Landen“, bei der aber statt Miniaturen historischer Gebäude kleine Holztürme für die Wahrzeichen gebaut werden. Eine spezielle Ausgabe zum 60. Jubiläum Baden-Württembergs wurde im Frühjahr 2012 veröffentlicht. Die Ausgabe war zunächst nur über den online-Shop des Landes erhältlich, erschien aber zudem in einer preiswerteren Version im Herbst 2012 bei Kosmos. Im Herbst 2013 erschien mit „Wien-Catan“ eine Version, bei der die österreichische Hauptstadt Wien besiedelt wird, wobei statt Wolle Wein und statt Erz Steine zum Einsatz kommen.
Im Juli 2010 erschien bei Mayfair Games eine Version mit dem Titel „Settlers of America: Trails to Rails“, die die Erschließung der USA im 19. Jahrhundert und den Eisenbahnbau zum Thema hat. Diese Version ist in Deutschland über den Catan-Shop zu beziehen, wobei eine deutsche Spielanleitung zum Herunterladen zur Verfügung gestellt wird. Im Oktober 2011 erschien die europäische Adaption des Spiels „Settlers of America: Trails to Rails“ unter dem Titel „Die Siedler von Catan: Aufbruch der Händler“, die anschließend auch in mehreren anderen europäischen Ländern erschienen ist.
2017 erschien „A Game of Thrones CATAN: Die Bruderschaft der Nachtwache“ bei dem Elemente von Catan ins A-Game-of-Thrones-Universum transponiert werden.
2018 erschien beim Kosmos-Verlag das Spiel Catan: Der Aufstieg der Inka, das ebenfalls auf dem Basisspiel aufsetzt, jedoch im Reich der Inka angesiedelt ist und einige zusätzliche Elemente in das Spiel einbringt.

### Variationen des Basisspiels
Bei diesen Variationen haben die Landschaftsfelder und dort produzierten Rohstoffe sowie die zu bauenden Elemente teilweise andere Namen. Die Mechanismen sind aber die gleichen wie im Basisspiel.
Als limitierte Sonderedition erschien „Das Wasser des Lebens“ (auch Whisky-Siedler genannt), welches bei unveränderten Regeln und Spielaufbau die Geschichte in die schottischen Highlands verlegt und stilecht in einer klassischen Whiskydose verkauft wurde. Gebaut werden Destillen und Destillen mit Fuhrpark statt Siedlungen und Städte, und als Rohstoffe kommen unter anderem Wasser und Torf zum Einsatz. Statt des Räubers werden die Siedler von der Englischen Besatzungsmacht drangsaliert.
Eine in den Weltraum verlegte Variante des Basisspiels inklusive integrierter Helferkarten erschien 2012 als StarTrek Catan.

### Thematisch eingereihte Spiele mit anderen Spielprinzipien
Ohne wirklich die Grundregeln des Basisspiels aufzugreifen, wurde die Geschichte der Siedler in verschiedenen weiteren Spielen fortgeführt. So hat Teuber 1996 unter dem Titel Die Siedler von Catan – Das Kartenspiel eine Zweispielerversion veröffentlicht, zu der mittlerweile auch reichlich Erweiterungen publiziert wurden und die 2010 als Die Fürsten von Catan in einer überarbeiteten Version erschien. Einen Blick in die Zukunft wirft Die Sternenfahrer von Catan, welches die Besiedelung neuer Planeten beschreibt und zu dem mit Sternenschiff Catan ebenso eine Zweispielerversion existiert.
Das als Kinderspiel konzipierte Die Kinder von Catan übernimmt die Geschichte des Grundspiels, bereitet die Inhalte aber nach komplett anderen Regeln für Kinder ab vier Jahren auf. Mit Catan – Junior kam 2007 eine weitere Variante für Kinder hinzu, die Spielern ab sechs Jahren mit vereinfachten Regeln, wie dem Verzicht auf die Abstandsregel und einfacheren Tauschmöglichkeiten, den Einstieg erleichtert. 2012 wurde dieses als Madagascar Catan Junior in einer überarbeiteten Version neu herausgebracht. Die beiden Spiele Candamir und Elasund – Die erste Stadt widmen sich Details der Siedlergeschichte. Candamir erzählt die Geschichte der ersten Siedler, Elasund den Bau der ersten Stadt.
Als „kleine“ Catan-Spiele erschienen 2007 das Würfelspiel und 2011 das Schnelle Kartenspiel.

### Computerspiel-Umsetzungen
Neben Umsetzungen als Brettspiel sind auch verschiedene Computerspielumsetzungen erschienen. Während eine sehr schlichte erste DOS-Version namens „Compu-SIEDLER“ von einem Hobbyprogrammierer 1997 bei Kosmos eingeschickt wurde, welche der Hersteller daraufhin gegen Erstattung der Portokosten vertrieb, wurde 2004 eine unlizenzierte 3D-Open-Source-Version von Seefahrer für Spiele per Netzwerk oder Hot Seat veröffentlicht, Sea3D. Später kamen auch kommerzielle Versionen auf den Markt, zum Beispiel eine PC-Version des Brettspiels und eine Java-Version, die zur Grundlage der Brettspielwelt wurde. 2001 folgte eine PC-Version des Kartenspiels, später startete T-Online mit einem kostenpflichtigen Online-Spiel, das erstmals die Möglichkeit bot, auch Städte & Ritter in einer lizenzierten Version zu spielen. Von 2007 bis Mai 2018 wurde diese als Catan Online Welt laufend fortentwickelte Spielplattform in Eigenregie der Catan GmbH als „PlayCatan“ fortgeführt. Seit 2017 gibt es die aktuelle plattformübergreifende digitale Spielvariante CATAN Universe für PC, Mac, iOS und Android, die auch die Erweiterungen Städte und Ritter und Seefahrer sowie die Spielvarianten Das Duell und Der Aufstieg der Inka enthält. Darüber hinaus sind verschiedene Versionen für diverse Plattformen erschienen, so unter anderem Nintendo DS, die Xbox, Nokia N-Gage, iPhone, iPod touch, iPad, Android, Blackberry und verschiedene Mobiltelefone.

### Merchandising
Neben klassischen Brett- und Computerspielen findet der Begriff „Catan“ mittlerweile auch in vielen anderen Produktsparten Verwendungen. So hat Rebecca Gablé mit ihrem gleichnamigen Roman die Vorstellungen Teubers über Catan als Insel um 850 zur Zeit der Wikinger literarisch umgesetzt. Darüber hinaus sind aber auch die klassischen Merchandisingartikel wie Puzzle, Badetuch oder bedruckter Kaffeebecher im vom Autor betriebenen Catan-Shop zu erwerben.

## Chronologie innerhalb des Catan-Universums
Die Erweiterungen zum Catan-Basisspiel sowie die Themensets von Catan – Das Duell folgen einer chronologischen Abfolge innerhalb des Universums. Dieser Zeitleiste liegt die Idee zugrunde, dass Catan eine Insel im Gebiet der Azoren darstellt, die Mitte des 9. Jahrhunderts von Seefahrern entdeckt und besiedelt wird. Die Erweiterung Städte & Ritter stellt die Ereignisse dar, die auf die Wiederentdeckung der Insel durch Portugal zu Beginn des 15. Jahrhunderts folgen – dem Zeitpunkt der tatsächlichen Entdeckung des Azoren-Archipels.
Folgender Tabelle sind die chronologische Abfolge der Geschichte Catans innerhalb des Universums sowie die jeweils zugehörigen Spiele zu entnehmen. Es wird unterschieden zwischen der Zeitrechnung der alten Welt, welche dem Gregorianischen Kalender entspricht, und der catanischen Zeitrechnung, die mit der Entdeckung der Insel begann.
| Jahr (nach Zeitrechnung der alten Welt) | Jahr (nach catanischer Zeitrechnung) | Ereignisse im Catan-Universum | Zugehörige Spiele und Erweiterungen                                                 | Zugehörige Spiele und Erweiterungen                             |
| --------------------------------------- | ------------------------------------ | --- | ----------------------------------------------------------------------------------- | --------------------------------------------------------------- |
| ca. 850                                 | 0                                    | Catan wird entdeckt: eine atlantische Insel im Gebiet der Azoren. Die Insel wird schnell besiedelt, lediglich eine kleine Räubergruppe stört die ansonsten friedliche Atmosphäre. | CATAN – Das Spiel; Das Duell: Einführungsspiel; Das Würfelspiel                     | CATAN – Das Spiel; Das Duell: Einführungsspiel; Das Würfelspiel |
| ab 850                                  | ab 0                                 | Während Candamir mit den Christen den Süden Catans besiedelt, bleiben Osmund und die Anhänger Odins im Norden. Immer wieder kommt es zu Glaubensstreiten, die jedoch mit der Errichtung des „Großen Things“ vorerst beendet werden können. | Das Duell: Zeit der Intrigen                                                        | Das Duell: Zeit der Intrigen                                    |
| ab 850                                  | ab 0                                 | Schnell entdecken einige Cataner den Fischfang für sich. Andere wiederum suchen in den Flüssen der Insel nach kostbarem Gold. Ein paar der Inselbewohner ziehen sich auch in die Wüste zurück, um von nun an als Nomaden zu leben. | Händler & Barbaren                                                                  | Händler & Barbaren                                              |
| ca. 921                                 | 71                                   | Kapitän Dever taucht auf Catan auf und unterstützt den Catanischen Rat im Kampf gegen Kapitän Weißbart. | Die Legende der Seeräuber                                                           | Die Legende der Seeräuber                                       |
| ca. 921                                 | 71                                   | Die Cataner beschließen, Schiffe zu bauen und die umliegenden Inseln zu erkunden. Dabei treffen sie auf den vergessenen Stamm. | Seefahrer-Erweiterung                                                               | Seefahrer-Erweiterung                                           |
| 960                                     | ca. 110                              | Der Seeräuber Carl Gabelbart, welcher eigentlich auf dem Weg in den Süden war, landet auf Catan und beschließt, die Insel zu erobern. Seine Ankunft sorgt für Konflikte zwischen den Fürsten der Insel. | Das Duell: Zeit der Wirren                                                          | Das Duell: Zeit der Wirren                                      |
| 1000 bis 1100                           | 150 bis 250                          | Auf die Zeit Gabelbarts folgt eine vom Handel bestimmte Ära auf Catan. Gold spielt eine große Rolle. | Das Duell: Zeit des Goldes                                                          | Das Duell: Zeit des Goldes                                      |
| ca. 1420                                | ca. 570                              | Catan wird von portugiesischen Seefahrern entdeckt, die nicht nur den kulturellen und wissenschaftlichen Fortschritt des Festlands mit auf die Insel bringen, sondern auch Seuchen und Krankheiten. | Das Duell: Zeit des Fortschritts                                                    | Städte & Ritter                                                 |
| ca. 1450                                | ca. 600                              | Mit den Schiffen der Europäer machen sich die Cataner auf zu Entdeckungsfahrten weit außerhalb des ihnen bekannten Territoriums. Unterwegs treffen sie auf fremde Stämme und Piratenlager. | Entdecker & Piraten; Das Duell: Zeit der Entdecker                                  | Städte & Ritter                                                 |
| 1450 bis 1500                           | 600 bis 650                          | Durch die Reichtümer der neu entdeckten Gebiete erblüht der Handel auf Catan. Große Handelsherren treten auf den Spielplan. Spanische Eroberer fallen als Barbaren auf Catan ein, um vom Reichtum der Insel zu profitieren. Die Stämme Catans stellen ein gemeinsames Ritterheer, um sich gegen die Angreifer zu verteidigen.                                | Händler & Barbaren; Das Duell: Zeit der Handelsherren; Das Duell: Zeit der Barbaren | Städte & Ritter                                                 |
| ab 1500                                 | ab 650                               | Nachdem die Barbaren besiegt wurden, kehrt der Wohlstand nach Catan zurück und die Kunst erlebt durch den Einfluss der europäischen Renaissance seine Blütezeit. Das Volk ist zufrieden. | Das Duell: Zeit des Wohlstands                                                      | Das Duell: Zeit des Wohlstands                                  |
| ab 1500                                 | ab 650                               | Der „Geheimen Bruderschaft“ gelingt die Versöhnung von Christen und Odinisten. Von nun an nennt sie sich „Bund der Brüder und Schwestern“. Dieser Bund wählt den Rat der sieben Weisen, welcher über die catanische Verfassung, das „Manifest des humanen Handelns“ wacht. Es werden spezielle Haine angelegt, die an die Werte der Cataner erinnern sollen. | Das Duell: Zeit der Weisen                                                          | Das Duell: Zeit der Weisen                                      |
| ca. 1520                                | ca. 670                              | Eine Übermacht an europäischen Eroberern fällt auf Catan ein. Der catanischen Herrscherin Thora gelingt es mithilfe ihres Ritterheers sowie durch Unterstützung aus England, die Eroberer aufzuhalten und Catan zu befreien. | Die Legende der Eroberer                                                            | Die Legende der Eroberer                                        |
| ca. 2500                                | ca. 1650                             | Die Cataner haben die ersten Planeten in anderen Sonnensystemen besiedelt und reisen in noch fernere Sonnensysteme. | Die Sternenfahrer von Catan                                                         | Die Sternenfahrer von Catan                                     |

## Filme
- Die Siedler von Catan – Die Erfolgsgeschichte des Erfinders Klaus Teuber. (= Galileo. Folge 336). 10:56 Min. Deutsche Erstausstrahlung: 12. Dezember 2019 (Online bei ProSieben.de).